# Cami Stone
Cami Stone (Vilvoorde, Bélgica, 1892-1975), nacida como Camille Honorine Schammelhout fue una fotógrafa belga que participó en la exposición Film und Foto en Stuttgart en 1929. Tras redescubrir su obra, sus fotografías se pusieron a la venta en las principales casas de subastas.

## Biografía
Nació en Vilvoorde, Bélgica, en 1892. Durante la Primera Guerra Mundial vivió en La Haye y Londres donde conoció a su novio, Sasha Stone, miembro del ejército estadounidense en Nueva York, estaba destinado. En 1918, dirigió un negocio de importación y exportación en Nueva York.
En París, Stone la introdujo a la fotografía. Se casó con él en Berlín en 1922, donde se establecieron en 1918. En 1928, Cami y Sasha abrieron el Atelier Stone, que producía fotografías arquitectónicas y publicitarias. Stone es uno de los fotógrafos más importantes de la República de Weimar. Retrató a muchas personalidades de la época como Albert Einstein, Anna Sten, Lou Albert-Lasard, y Erwin Piscator. Fue invitada a la histórica exposición Film und Foto en 1929 en Stuttgart, donde se exhibieron sus obras. Esto sitúa sus fotografías en el movimiento modernista de Neues Sehen (nueva visión).
A medida que el nazismo avanzaba en Alemania, el Atelier Stone fue trasladado a Bruselas en 1931 (Los padres de Sasha Stone eran judíos de Rusia). Realizó fotografías industriales y retratos de artistas para la ópera La Monnaie. También practicó la fotografía de escenarios cinematográficos para Henri Storck y Joris Ivens.
Stone practicó fotografía de estudio en Bruselas. Compuso desnudos que se pueden encontrar en el portafolio "25 NUES FEMMES DE SASHA STONE" impreso en 100 ejemplares numerados; y que contienen 25 impresiones originales en gelatina de plata cada una. Estos estudios de desnudos son parte del movimiento de fotografía heterosexual. Algunas impresiones de Cami Stone están firmadas como "Cami Stone";  otras, "Stone" o incluso "S. Stone" (la inicial de su marido). Todas estas impresiones tienen el sello de derechos de autor de Cami Stone en la parte posterior. El estudio de desnudos de este portafolio que se presenta con más frecuencia es "Plate 13" de Cami Stone. Sasha y Cami se divorciaron en 1939. 
Más de 800 fotografías del Atelier Stone, realizadas en su mayoría en Berlín entre 1925 y 1930, reaparecieron a principios de la década de 2000. Protegidas por la familia de Cami Stone durante la Segunda Guerra Mundial, las fotografías encontradas son únicas: los negativos en placa de vidrio ya no existen porque Cami Stone tuvo que venderlos después de la guerra para recuperar las sales de plata. Después de que su obra fuera redescubierta, sus fotografías se pusieron a la venta en las principales casas de subastas.    
Murió en 1975en Ámsterdam (Países Bajos), a la edad de 83 años.